# Roodoogkruiplijster
De roodoogkruiplijster (Erythrogenys imberbis) is een zangvogel uit de familie Timaliidae (timalia’s).

## Taxonomie
De soort werd in 1889 geldig beschreven door de Italiaanse vogelkundige Tommaso Salvadori als aparte soort. Later werd het taxon beschouwd als een ondersoort van de roodwangkruiplijster (E. erythrogenys). 

## Verspreiding en leefgebied
Deze soort komt voor in Thailand en Myanmar en telt twee ondersoorten:
- E. i. imberbis: oostelijk Myanmar.
- E. i. celata: noordwestelijk Thailand.

## Status
De roodoogkruiplijster komt niet als aparte soort voor op de lijst van het IUCN, maar is daar (nog) een ondersoort van de roodwangkruiplijster (E. erythrogenys).